# Asmate adustata
Asmate adustata är en fjärilsart som beskrevs av Bytinsky-salz 1937. Asmate adustata ingår i släktet Asmate och familjen mätare. Inga underarter finns listade i Catalogue of Life.